# Горгицоло (Падова)
Горгицоло је насеље у Италији у округу Падова, региону Венето.
Према процени из 2011. у насељу је живело 116 становника. Насеље се налази на надморској висини од 6 м.